# Antônio Manoel Gaioso e Almendra Castelo Branco
Antônio Manoel Gaioso e Almendra Castelo Branco (Teresina, 21 de dezembro de 1923 - Teresina, 3 de maio de 1983) foi um político brasileiro com atuação do Piauí, onde foi deputado estadual.

## Dados biográficos
Filho de Manoel Castelo Branco e Lina Josefina Gaioso e Almendra Castelo Branco. Eleito deputado estadual via PSD em 1954, 1958 e 1962, obteve outro mandato via ARENA em 1966, integrando a Assembleia Estadual Constituinte que elaborou a Constituição do Estado do Piauí de 1967.